# Юлгушев Анвар Хасьянович
Анвар Хасьянович Юлгушев (також зустрічаються варіанти Енвер або Анвер Юлгушов) (рос. Анвар Хасьянович Юлгушев; нар. 1 січня 1938, Ленінград, СРСР — пом. 6 травня 1993, Санкт-Петербург, Росія) — радянський російський футболіст, нападник. Майстер спорту СРСР.

## Життєпис
На зорі спортивної кар'єри грав у хокей із шайбою за «Динамо» (Ленінград) у 1954-1957 роках; був володарем кубка міста серед підліткових команд (1954), чемпіоном і володарем Кубку Ленінграда серед юнаків.
У футбол 1955 року грав за дворову команду «Ураган», збірну команду Кіровського району. У складі юнацької команди «Динамо» в 1955 став володарем кубку Ленінграда, у 1956 році — срібним призером ЦР. Перша команда майстрів — «Буревісник» у 1957 році, клас «Б». У 1958 році грав за «Спартак» (Ставрополь).
У 1959-1960 виступав за «Спартак» (Ленінград). У 1961 році провів 6 матчів у складі ленінградського «Зеніту», наступного року повернувся в «Спартак». Потім грав за «Шахтар» Караганда (1963), «Динамо» Таллінн (1964), «Дніпро» Дніпропетровськ (1965), «Хімік» Балаково (1966), клубну команду «Динамо» Ленінград у чемпіонаті міста (1967-1968), ставав чемпіоном Ленінграду.
Помер 6 травня 1993 року, похований на Північному кладовищі.